# Equitable Life Insurance
Die Equitable Life Insurance (Equitable Lebensversicherung) (auch: Equitable Holdings, Inc. ; früher The Equitable Life Assurance Society of the United States und AXA Equitable Life Insurance Company, auch bekannt als The Equitable) ist ein amerikanisches Finanzdienstleistungs- und Versicherungsunternehmen, das 1859 von Henry Baldwin Hyde gegründet wurde. Es hat seinen Sitz in New York City.

## Geschichte
Das Unternehmen wurde 1859 begründet und erweiterte zügig seinen Geschäftsbereich. Aus den USA dehnte es sich auch auf den europäischen Kontinent aus. Besonders große Dependancen hatte das Unternehmen im Deutschen Reich, seit 1877 u. a. in Preußen zugelassen, und in Österreich-Ungarn. Nach eigenen Angaben war es 1893 das größte Lebensversicherungsunternehmen der Welt. Den Sitz hatte sie am Broadway 120. Der Sitz in New York galt als "Prachtgebäude".

## Geschäftsdaten
1897 hatte sie ein Grundkapital von 100.000 Dollar.

## Heutige Situation
Seit 2004 gehört das deutsche Geschäft zum AXA-Konzern. 2024 machte das Unternehmen einen Umsatz von 13.319 Mio. Dollar.